# سیارک ۴۳۷۹۰
سیارک ۴۳۷۹۰ (به انگلیسی: 43790 Ferdinandbraun، نامگذاری:1990TY3) چهل و سه هزار و هفتصد و نودمین سیارک کشف شده‌است که در ۱۲ اکتبر ۱۹۹۰ کشف شد.